# Šarlo akrobata
Šarlo akrobata – jugosłowiański zespół rockowo-nowofalowy.

## Historia
Grupa powstała w 1980 roku z przekształcenia zespołu Limunovo drvo założonego w 1970 roku przez gitarzystę Dragomira Mihajlovicia i wokalistę Milana Mladenovicia. Do nowego bandu, oprócz Milana Mladenovicia, dołączyli basista Dušan Kojić i perkusista Ivan Vdović. 

## Dyskografia

### Single
- Mali čovek / Ona se budi (Jugoton, 1981)
- Bes / Prevaren – nie wydany z powodu rozpadu zespołu

### Albumy
- Bistriji ili tuplji čovek biva kad... (Jugoton, 1981)

### Kompilacje
- Paket aranžman (Jugoton, 1980) – z Električni orgazam i Idoli
- Svi marš na ples! (Jugoton, 1981)